# Ma Gaal Dikhan
Ma Gaal Dikhan  es una película del año 2006.

## Sinopsis
Alex, niño que vive en un pueblo del campo, llora. No va al colegio y quiere aprender a leer y a escribir. Pero su padre y su abuelo quieren que trabaje en el campo como ellos lo han hecho. La llegada del tío, hombre de ideas modernas, que vive en la ciudad, va a ser la oportunidad de Alex.